# Ambrein
Ambrein ist ein Triterpen-Alkohol. Es ist der Hauptinhaltstoff der grauen Ambra (Ambra grisea) des Pottwals.
Ambrein wurde als Fixateur bei der Parfümherstellung verwendet. Die Verbindung ist vollkommen geruchslos, durch Oxidation z. B. durch Luftsauerstoff, entstehen die eigentlichen Geruchsstoffe, Ambrox und Ambrinol.

Ambrox
Ambrinol

Die Duftnote liegt zwischen holzig, trocken, balsamisch, etwas tabakartig bis bouquethaft mit aphrodisierendem Einschlag. Zur Herstellung von Ambrox wird Ambrein heute nicht mehr benötigt, es wird als Ausgangsstoff durch Sclareol aus Salvia sclarea ersetzt.
Ambrein ist Bestandteil von Aphrodisiaka auf Basis des grauen Ambra, welche besonders in arabischen Ländern bekannt sind. Es soll die Konzentration von verschiedenen Hormonen der Adenohypophyse sowie die Konzentration von Testosteron im Blutserum erhöhen.